# Newcastle Falcons
El Newcastle Falcons, és un club anglès de rugbi a 15. Es va fundar el 1990 i participa a l'Aviva Premiership de la temporada 2020-2021.